# Vogeltjes- en Visserijbuurt
De Vogeltjesbuurt en de Visserijbuurt zijn twee Tilburgse volksbuurten in de wijk Broekhoven. Ze zijn gebouwd in de periode voor en na de Tweede Wereldoorlog. De twee buurten groeiden na de Tweede Wereldoorlog uit tot concentratiepunten van 'onmaatschappelijken'.
In officiële stukken werd tot de jaren 1960 gesproken over Vogelbuurt of Vogelwijk. Volgens de gemeente Tilburg zijn de twee buurten onderdeel van de wijk Groenewoud, in de buurten zelf gebruikt echter niemand die naam. Lange tijd werden de Vogeltjes- en Visserijbuurt aangeduid als parochie Broekhoven III. De buurten lagen namelijk rondom de derde parochiekerk die in Broekhoven was gebouwd, de Pius X-kerk. De kern van de Vogeltjesbuurt wordt gevormd door de Lijsterstraat, Merelstraat en Meesstraat met hun zijstraatjes. Voor de meeste mensen horen de Korhoenstraat en de Broekhovenseweg daar ook bij.
In de Visserijbuurt vormen het Visserijplein, de Forelstraat en de Brasemstraat de kern. Vroeger was de Ruisvoornstraat (later de Alverstraat) de belangrijkste straat van de Visserijbuurt, maar die is begin jaren 1970 gesloopt. Anno 2019 heet dit stukje de Baarshof en er wonen nog maar weinig mensen die een relatie hebben met de oude buurt. Ook de Don Sartostraat wordt tot de Visserijbuurt gerekend.

## Ontstaan
De Vogeltjesbuurt en de Ruisvoornstraat zijn in de jaren na de Eerste Wereldoorlog gebouwd. Het was de tijd dat door de industrialisering de verstedelijking op gang kwam, mensen van het platteland trokken naar de stad. Daarnaast trokken er veel families die verdreven waren van woonwagenkampen in die tijd naar Tilburg. Ze werkten als scharenslijpers, paraplumakers of mandenvlechters en verdienden daarmee een klein inkomen. Gedurende de economische crisis van de jaren 1930 trokken nog meer mensen naar de stad. Meer dan de helft van deze nieuwkomers kwam vanuit de dorpen rondom Tilburg. Het ging vooral om ongeschoolde vaklieden, zoals textielarbeiders, grondwerkers, lederbewerkers en kooplui zonder vaste baan.
Deze mensen kwamen in eerste instantie terecht in noodwoningen in Broekhoven II. Omdat deze al snel verpauperden, bouwde de overheid vanaf de jaren 1920 nieuwe huizen. Die kwamen onder andere te staan in de Vogeltjesbuurt en de Ruisvoornstraat. In de loop der jaren werd de Vogeltjesbuurt steeds verder uitgebreid. De straten lagen ten zuiden van de Ringbaan-Zuid. Dat was in die tijd een brede verkeersweg die al het doorgaande verkeer verwerkte tussen Den Bosch, Breda en Eindhoven. De weg isoleerde de buurt van de rest van de stad. Het buitengebied rondom de Vogeltjesbuurt en Ruisvoornstraat was toen nog onbebouwd.

## Sociaal-achterlijken
Een blok huizen in de Ruisvoornstraat was nadrukkelijk bestemd voor wat toen genoemd werd de sociaal-achterlijken. Dit plan wekte weerstand op van de katholieke fracties in de Tilburgse gemeenteraad, waaronder de RKSP. Zij waren bang dat een concentratie van deze mensen een slechte invloed zou hebben op het parochieleven. Ze stelden voor om deze specifieke groep te spreiden over meerdere wijken. De eveneens katholieke wethouder bleef echter bij zijn plan en liet het gemeentelijk woonbedrijf de huizen bouwen. De belangrijkste reden hiervoor was dat de Rijksoverheid enkel een financiële bijdrage verstrekte als de woningen expliciet aan 'sociaal-achterlijken' werden verhuurd. Verder speelde mee dat in geval van spreiding van de doelgroep over andere wijken, de waarde van de woningen aldaar wellicht zou verminderen.

## Onderklasse
De bewoners van de Ruisvoornstraat werden in de jaren 1930 geschaard onder 'onderklasse' binnen de werkende klasse. Er woonden in 1931 52 gezinshoofden en de meesten daarvan hadden werk als losarbeider, opperman, koopman of grondwerker. Er woonden haast geen textiel- of fabrieksarbeiders, die hadden een betere opleiding en waren ook beter georganiseerd. Wel woonden er enkele straatmuzikanten, die rondtrokken om voor een paar centen kermisliederen te spelen.
De gemeente Tilburg stelde in 1949 een zware commissie in die het vraagstuk van de 'onmaatschappelijkheid' moest onderzoeken. Deze commissie deed aanbeveling de zwaarste categorieën, de zogenaamde asocialen en antisocialen, geconcentreerd te huisvesten in enkele buurten. Dit betekende dat de Vogeltjesbuurt en Visserijbuurt er een grote groep 'onmaatschappelijken' bij kreeg.

## Rehabilitatie
Beide buurten stonden jarenlang bekend als ruige volkswijk. Anno 2019 hebben de buurten een minder slechte naam, onder andere doordat in 2013 de Vogeltjesbuurt een grote renovatie onderging, waarbij veel van de oude, vooroorlogse woningen zijn vervangen door nieuwbouw. Daarnaast voerde de gemeente Tilburg vanaf 2005 samen met een aantal partners een operatie uit waarbij werd opgetreden tegen drugscriminaliteit, maar waarbij ook armoede, schooluitval, werkloosheid en een ongezonde leefstijl werden aangepakt. Naast de huizen werd ook de openbare ruimte opgeknapt.